# 新水前寺駅
新水前寺駅（しんすいぜんじえき）は、熊本県熊本市中央区白山二丁目にある、九州旅客鉄道（JR九州）豊肥本線の駅である。
本項では、熊本市交通局の新水前寺駅前停留場についても記述する。

## 概要
当駅が設置された理由は、JR豊肥本線の水前寺駅と熊本市電水前寺線の水前寺駅通停留場が500メートルほど離れており、乗り換えに不便であったためで、熊本県道28号熊本高森線（通称「電車通り」）沿いの高校・大学などの増加による水前寺駅の混雑を解消する目的もあった。現在では熊本県内で第2位の乗車人員を数え、朝夕は近隣の高校、大学の生徒らによって大変混雑する。
当駅の設置以降、熊本市電の水前寺駅通停留場は新水前寺駅の乗換駅となり、停留場名と実際の機能が一致しなくなっていたため、2011年（平成23年）3月1日に現停留場名へ改称された。
熊本県は市電とJR豊肥本線とのアクセス性を向上するため、新水前寺駅前停留場と新水前寺駅を直結させることとした。2008年（平成20年）7月6日に旧駅舎の反対（南東）側に設置された仮ホーム・仮駅舎へ移行。2010年（平成22年）6月19日には新設された高架橋上の新ホームの供用を開始し、県道28号線をまたぐ旧線路・鉄橋は同年8月までに撤去された。2011年4月には新駅舎・新停留場が完成し、新駅舎と新停留場を直接つなぐ歩道橋も2011年7月に供用開始された。

## 歴史

### 年表
- 1924年（大正13年）8月1日：熊本市電水前寺線が開業、水前寺駅前停留場（すいぜんじえきまえていりゅうじょう）が開設される。
- 1935年（昭和10年）2月：水前寺駅前停留場が水前寺駅通停留場（すいぜんじえきどおりていりゅうじょう）に改称。
- 1988年（昭和63年）3月13日：九州旅客鉄道（JR九州）が豊肥本線水前寺 - 南熊本間に新水前寺駅を新設開業[1]。
- 2008年（平成20年）7月6日：新水前寺駅、陸橋架け替え及び交通結節強化事業のため仮駅での営業開始[2]。
- 2010年（平成22年）6月19日：新設された高架橋上の線路へ切り替えが完了、新ホームの供用開始[1][3]。
- 2011年（平成23年）
  - 3月1日：水前寺駅通停留場が新水前寺駅前停留場に改称[6]。
  - 4月1日：新水前寺駅の新駅舎が供用開始、新水前寺駅前停留場が移設される[4]。
  - 7月20日：駅舎と停留場と道路北側を結ぶ歩道橋が供用開始[1][5]。
- 2012年（平成24年）12月1日：交通系ICカードSUGOCA導入[7]。
- 2018年（平成30年）4月：国府停留場側に折り返し設備設置。
- 2023年（令和5年）10月1日：JR九州サービスサポートによる業務委託駅から[8]九州旅客鉄道本体による直営駅へと変更される[9]。

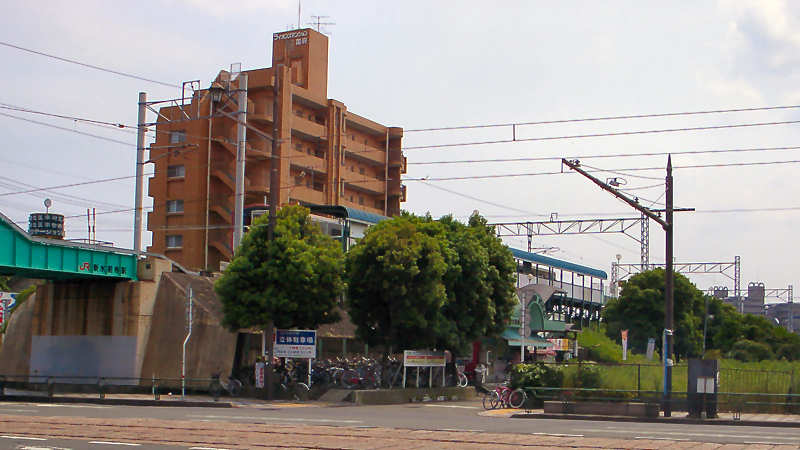
旧駅舎・旧ホームの遠景
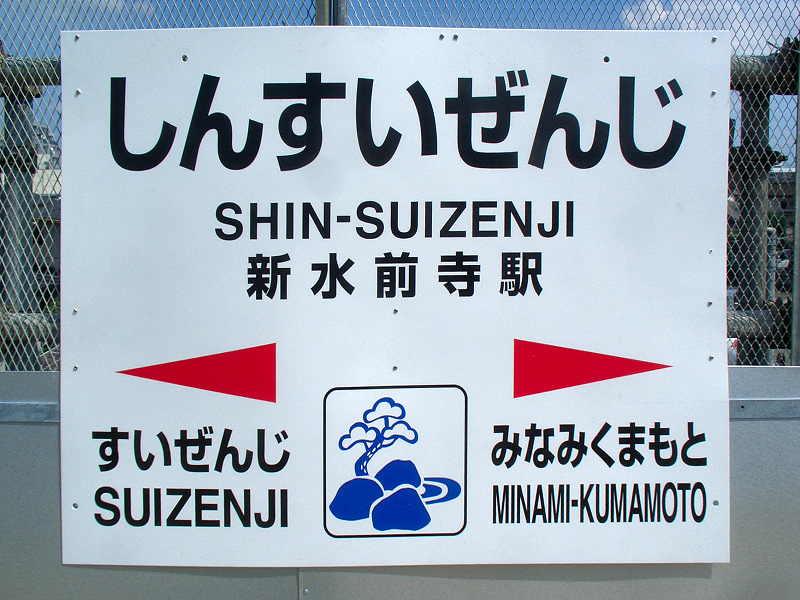
旧駅名標
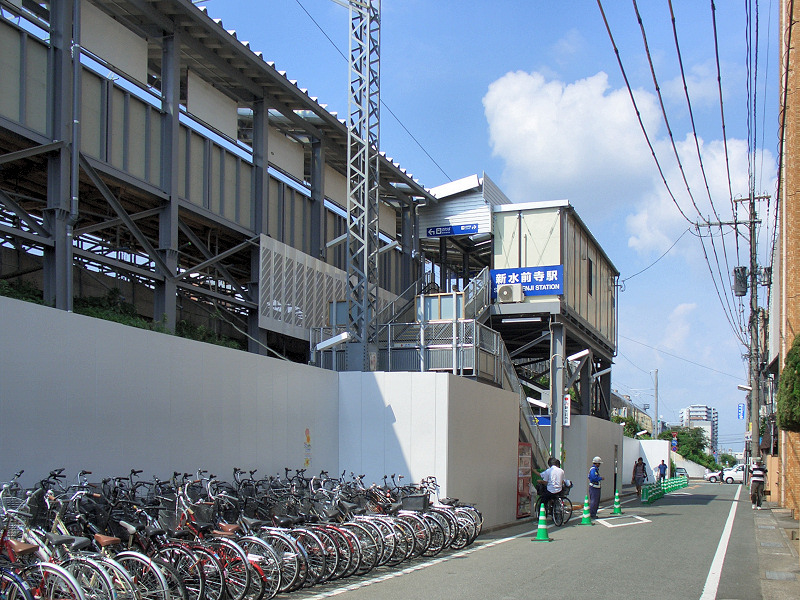
仮駅舎（2008年08月）

## JR九州
単式ホーム1面1線を有する高架駅である。
JR九州本体による直営駅であり、みどりの窓口が設置されている。2012年（平成24年）12月1日よりSUGOCAが利用可能となったが、当駅に自動改札機の設置は行われず、ICカードの読み取り機のみ設置している。また、窓口は7時30分から12時までの営業で、営業時間外は無人となる。
水前寺駅とは600メートルしか離れておらず、双方の駅のホームから互いのホームが見える。当駅の旧ホームは駅舎より約10メートル程度高い築堤上に設置されていた。現在は新設された高架橋上の新ホームが使用されている。

### のりば

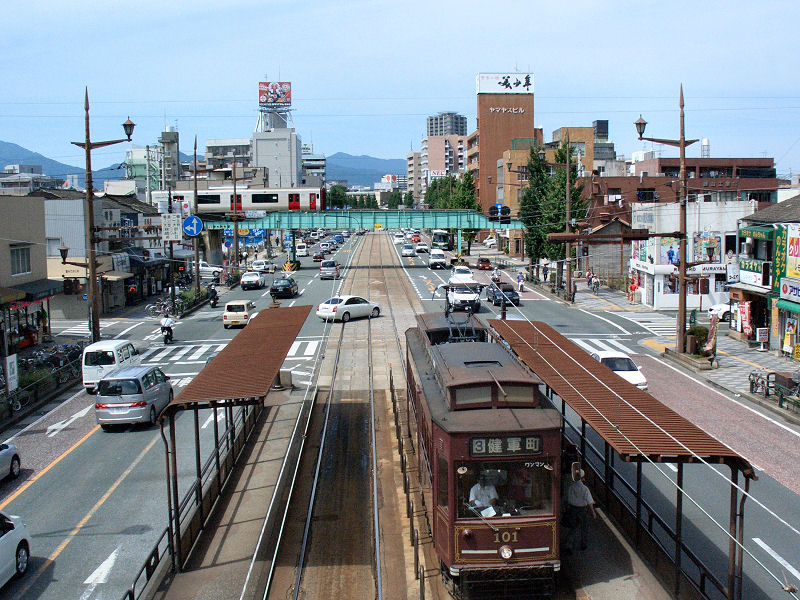
旧停留場（2006年9月）
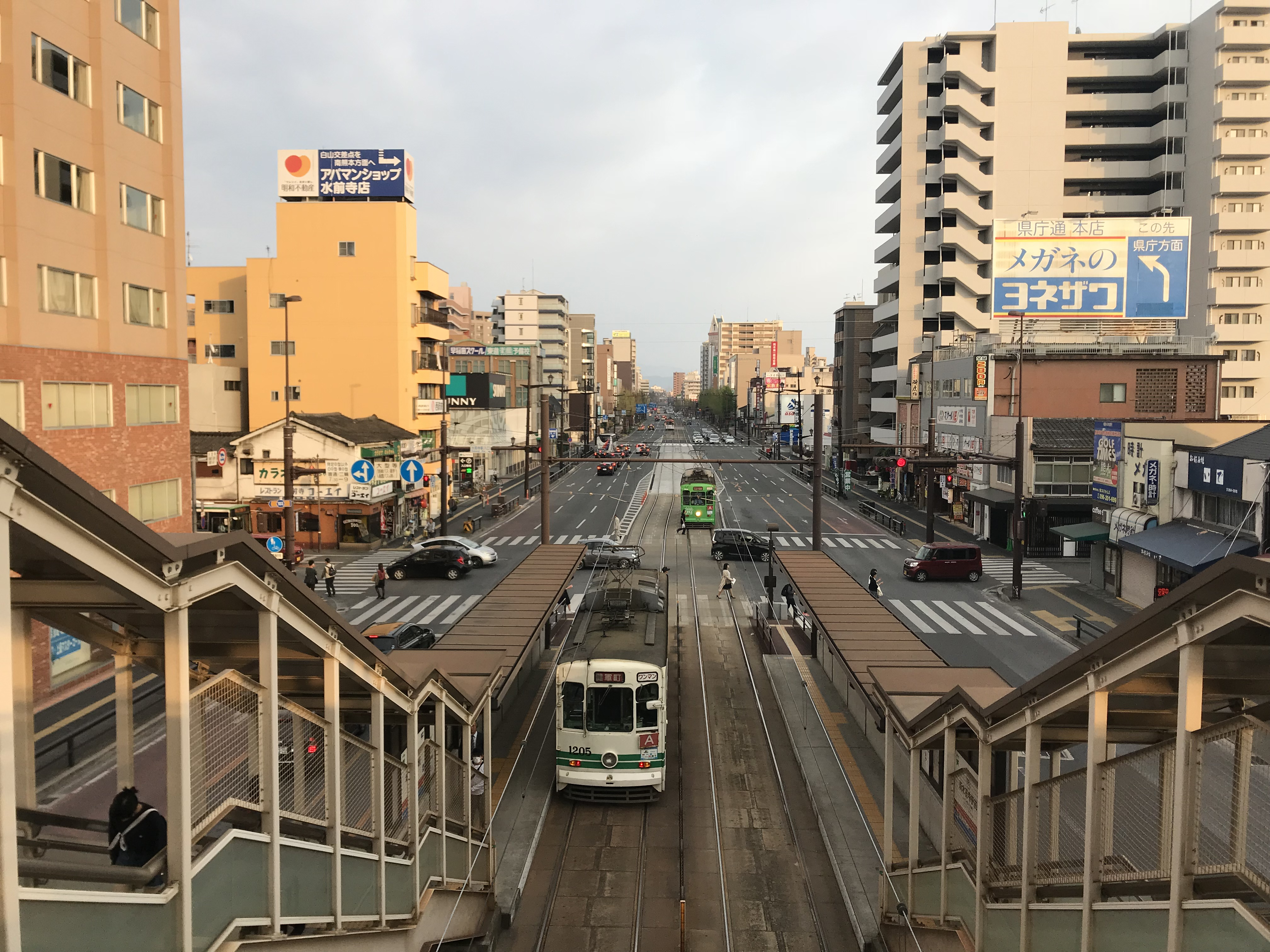
新停留場（2018年4月）
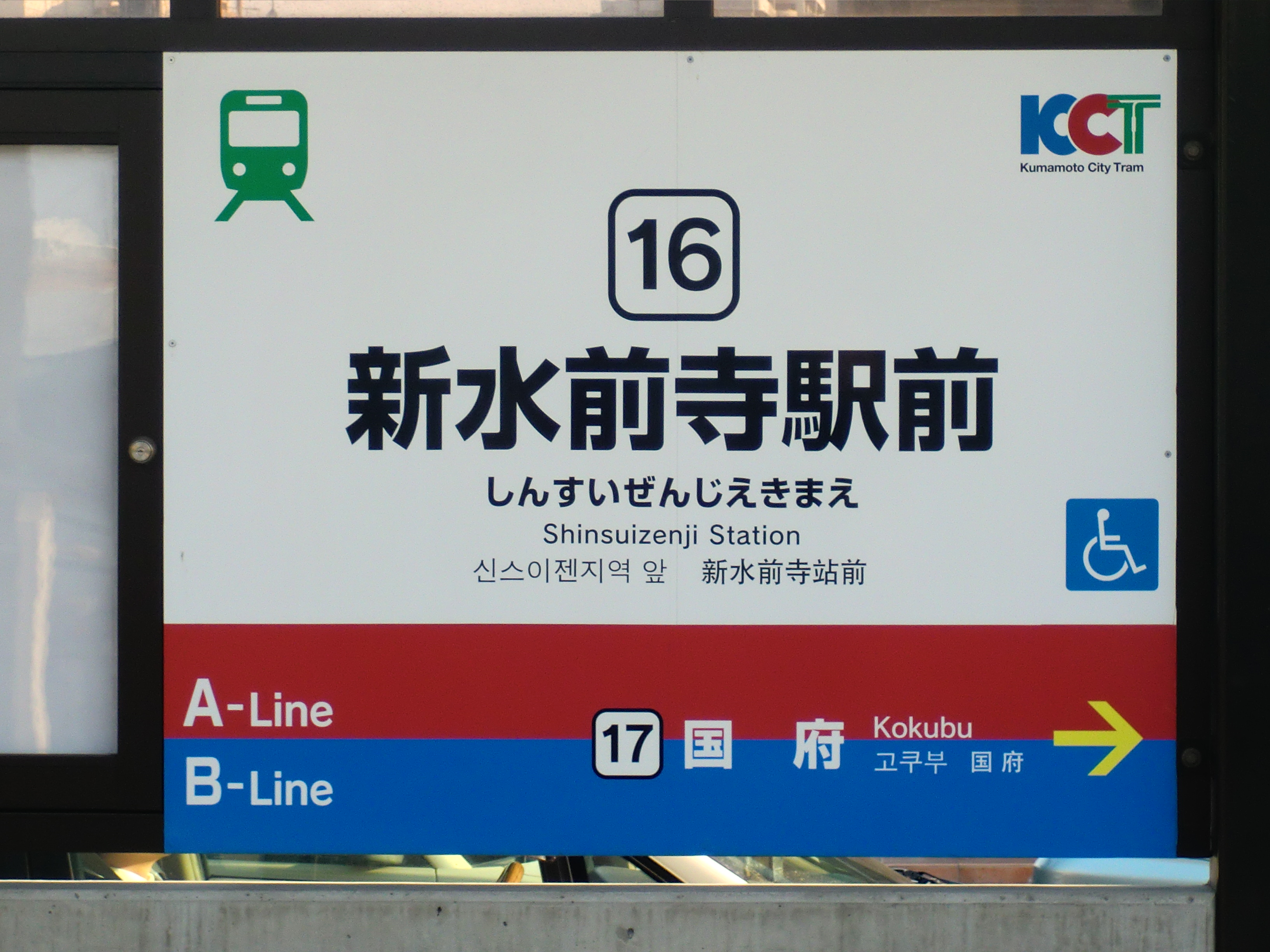
駅名標（健軍町方面）

| のりば | 路線      | 方向 | 行先                 |
| ------ | --------- | ---- | -------------------- |
| 1      | ■豊肥本線 | 上り | 熊本方面             |
| 1      | ■豊肥本線 | 下り | 武蔵塚・肥後大津方面 |

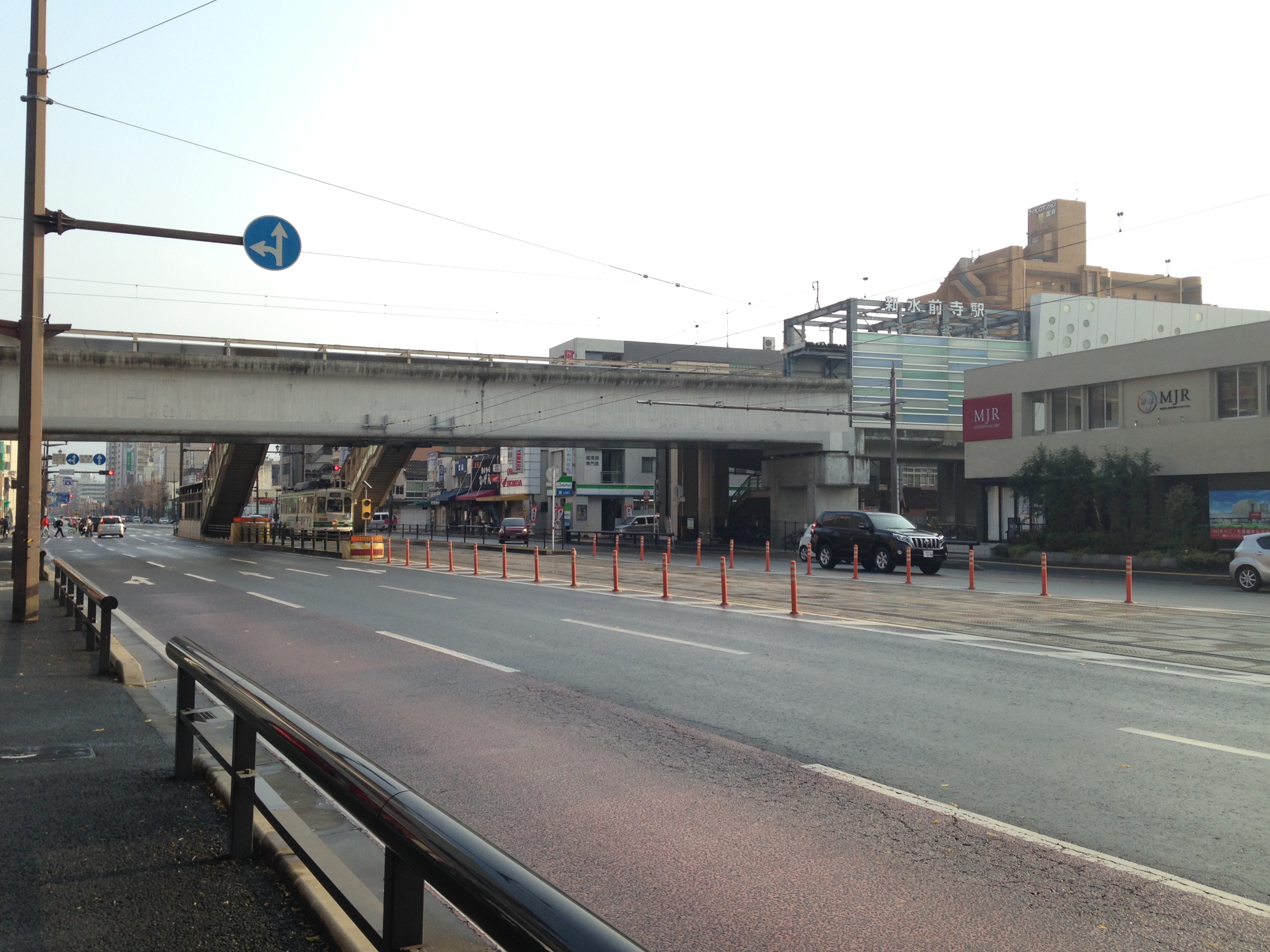
駅舎遠景
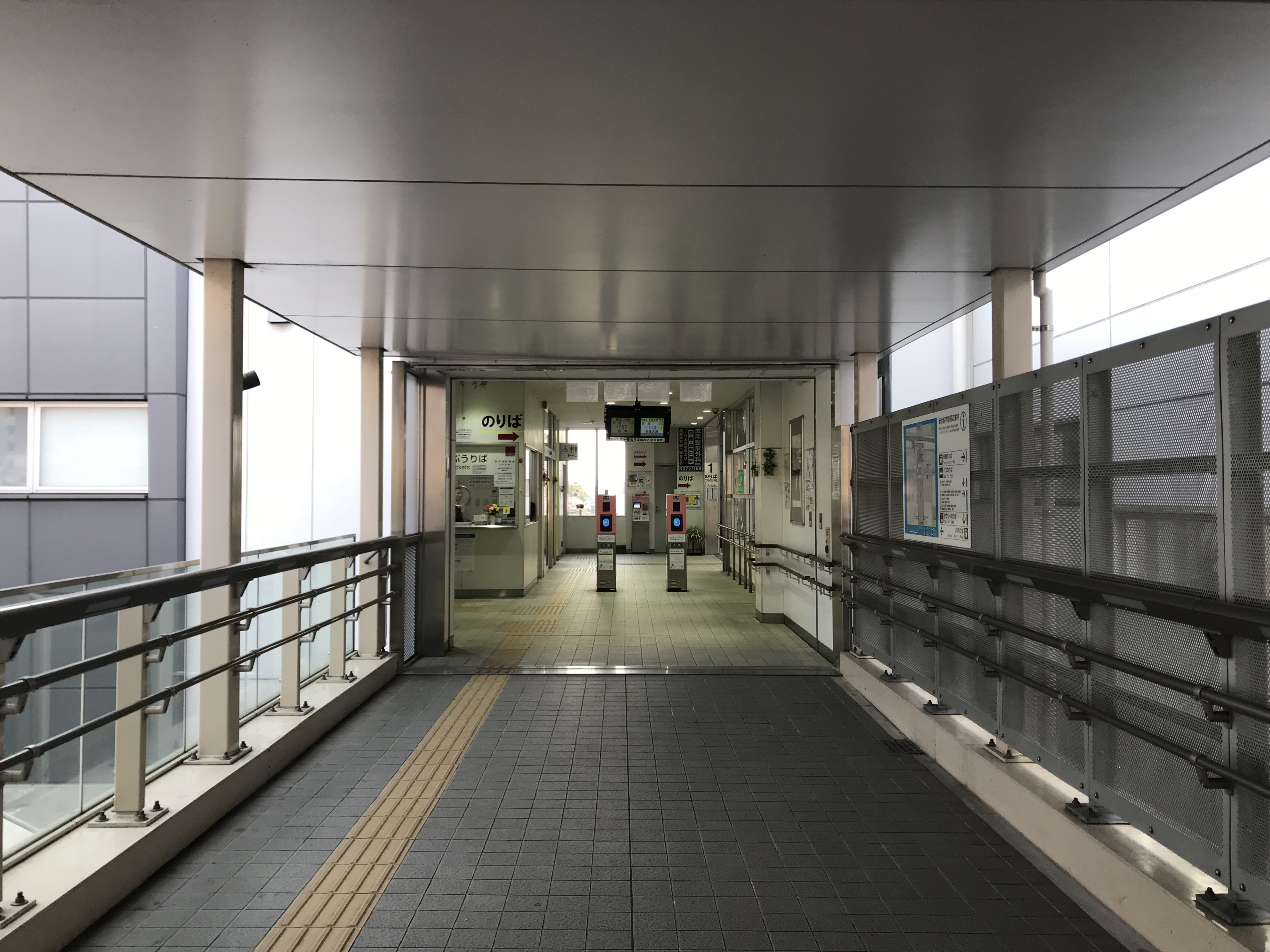
停留場との連絡通路と改札口
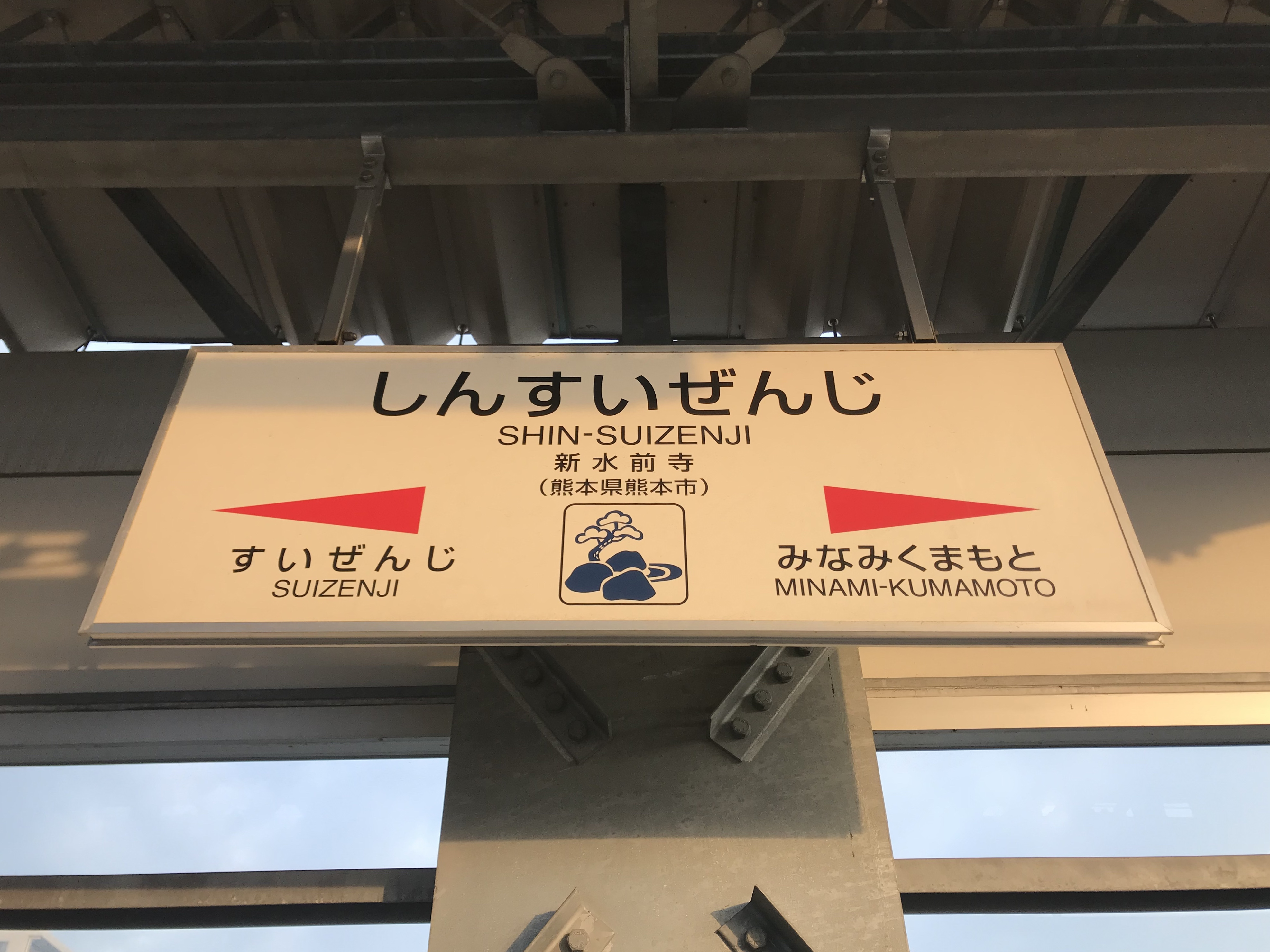
駅名標
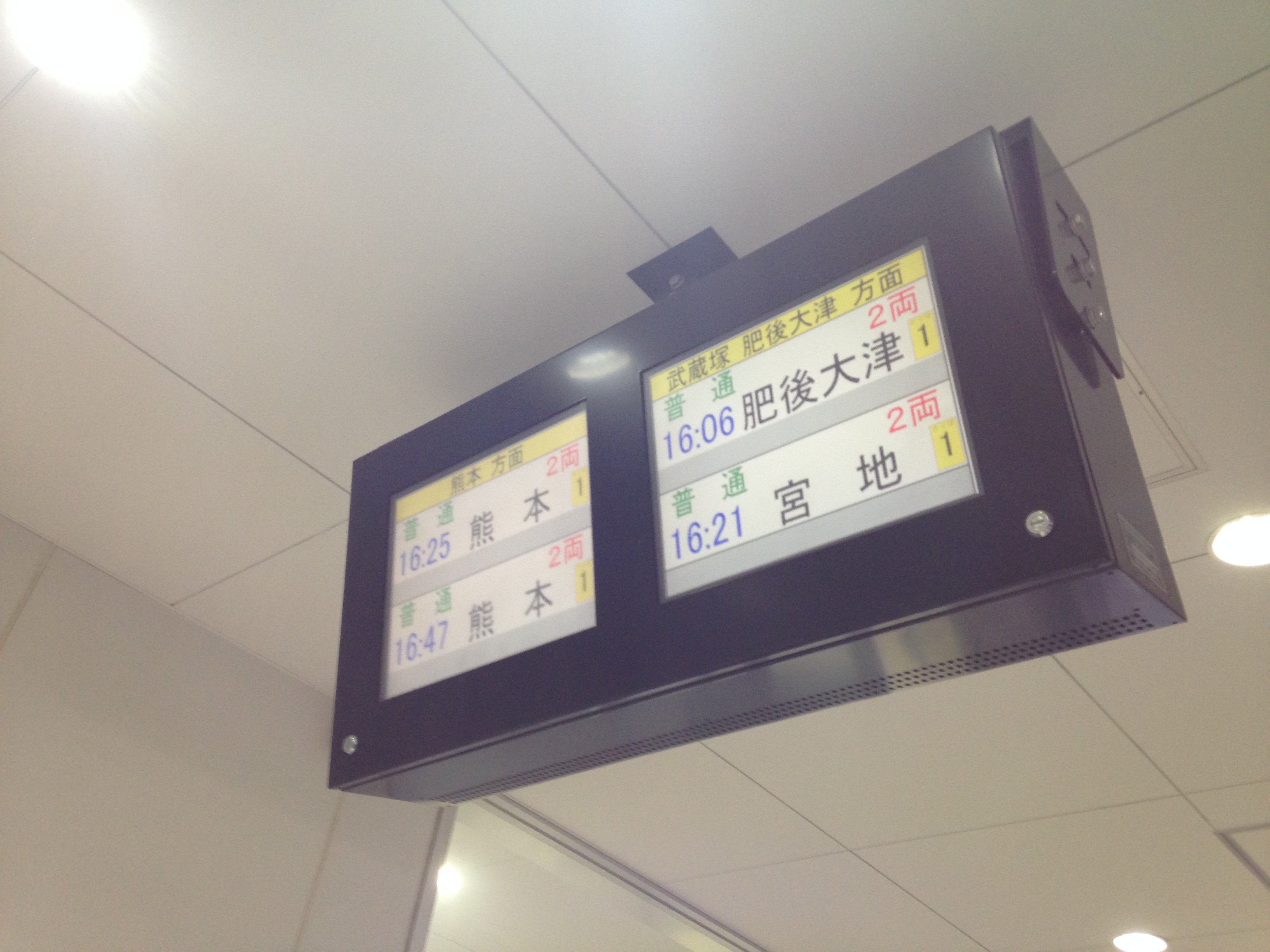
発車標
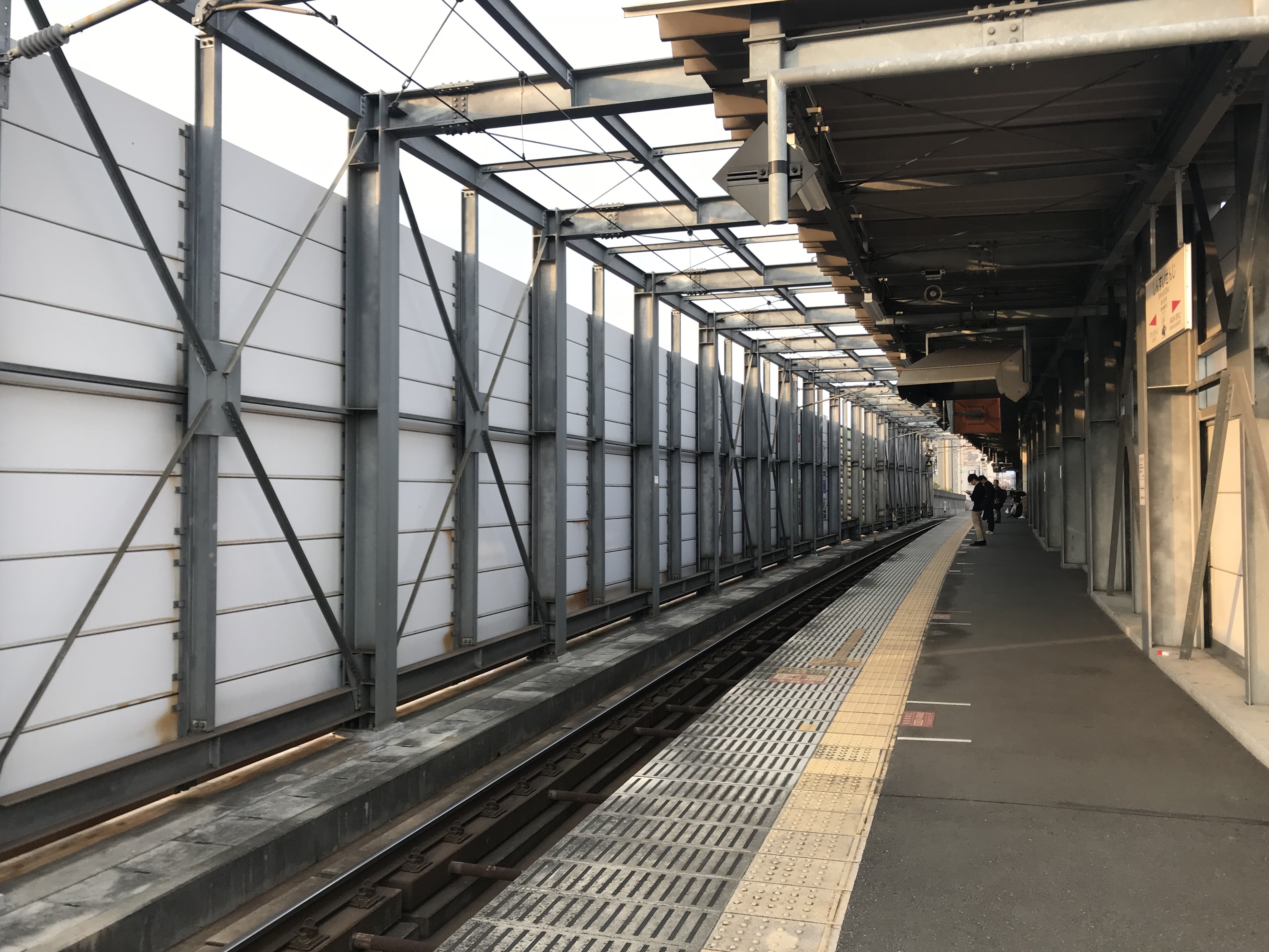
ホーム（2018年4月）

## 熊本市交通局
停留所番号は16。A系統・B系統が停車する。

### 構造
相対式2面2線、両側に柵と屋根が付いた旅客専用の安全地帯を持つ停留場。健軍町方に横断歩道があり、また辛島町方に新水前寺駅と直結の歩道橋への階段が設置されている。
2018年（平成30年）4月より国府停留場側に折り返し設備が設置された。

### のりば
| のりば | 路線           | 方向 | 行先                                   |
| ------ | -------------- | ---- | -------------------------------------- |
| 西側   | ■A系統         | 上り | 通町筋・辛島町・熊本駅・田崎橋方面     |
| 西側   | ■B系統         | 上り | 通町筋・辛島町・本妙寺入口・上熊本方面 |
| 東側   | ■A系統・■B系統 | 下り | 水前寺公園・動植物園入口・健軍町方面   |

- 旧停留場（2006年9月）
- 新停留場（2018年4月）
- 駅名標（健軍町方面）

## 利用状況

### JR九州
2023年（令和5年）度の1日平均乗車人員は5,100人である。これは熊本県の鉄道駅では熊本駅に次いで2番目に多い数値である。
各年度の1日平均乗車人員は下表の通り。2016年度までについては、各年度総計のデータから該当年度の日数を除算し、小数点以下を四捨五入したもの。
| 年度   | 1日平均 乗車人員 | 出典        |
| ------ | ---------------- | ----------- |
| 2004年 | 2,419            | [ 利用 4 ]  |
| 2005年 | 2,412            | [ 利用 5 ]  |
| 2006年 | 2,450            | [ 利用 6 ]  |
| 2007年 | 2,468            | [ 利用 7 ]  |
| 2008年 | 2,534            | [ 利用 8 ]  |
| 2009年 | 2,542            | [ 利用 9 ]  |
| 2010年 | 2,707            | [ 利用 10 ] |
| 2011年 | 3,066            | [ 利用 11 ] |
| 2012年 | 3,403            | [ 利用 12 ] |
| 2013年 | 3,716            | [ 利用 13 ] |
| 2014年 | 3,784            | [ 利用 14 ] |
| 2015年 | 4,164            | [ 利用 15 ] |
| 2016年 | 4,276            | [ 利用 16 ] |
| 2017年 | 4,486            | [ 利用 17 ] |
| 2018年 | 4,639            | [ 利用 18 ] |
| 2019年 | 4,702            | [ 利用 19 ] |
| 2020年 | 3,882            | [ 利用 20 ] |
| 2021年 | 4,364            | [ 利用 21 ] |
| 2022年 | 4,696            | [ 利用 22 ] |
| 2023年 | 5,100            | [ 利用 3 ]  |

### 熊本市交通局
2021年度の1日平均乗車人員は2,225人である。
朝の通勤ラッシュ時の辛島町方面の電車は、始発の健軍町の時点で満員となっていることが多く、新水前寺停留場での乗降は困難なものとなっている。このため2021年11月には試験的に当停留場始発（折り返し）の電車が設定され、翌年4月11日のダイヤ改正から正式設定された経緯がある。
| 年度   | 1日平均 乗車人員 | 1日平均 乗降人員 |
| ------ | ---------------- | ---------------- |
| 2011年 | 1,686            | 3,309            |
| 2012年 | 1,718            | 3,252            |
| 2013年 | 1,686            | 3,777            |
| 2014年 | 2,237            | 4,391            |
| 2015年 | 2,559            | 4,857            |
| 2016年 | 2,430            | 4,595            |
| 2017年 | 2,479            | 4,737            |
| 2018年 | 2,390            | 4,709            |
| 2019年 | 2,427            | 4,826            |
| 2020年 | 2,101            |                  |
| 2021年 | 2,225            |                  |

## 駅周辺
熊本市電の併用軌道が通っている熊本県道28号熊本高森線（電車通り）は豊肥本線の高架と直交する。電車通りや豊肥本線の北側で交差する白山通りなどにはオフィスビルや商店が建ち並び、これらの通りを外れると住宅地が多い。
- ファミリーマート新水前寺駅前店
- 壺溪塾水前寺校
- サニー水前寺店
- 熊本県道103号熊本空港線
- 熊本市立白山小学校

## バス路線
県道28号上および県道103号上に水前寺駅通りバス停が設置されており、以下の路線バスが運行されている。
- 産交バス
  - 小野泉水公園行き/富尾団地行き
  - 桜町バスターミナル行き/沼山津行き/県会議事堂前行き
  - 国町行き/川尻町行き/松橋行き/木山行き/御船行き
  - 川口行き/西部車庫行き/五丁行き
  - 小島産交行き/小島行き
- 熊本電気鉄道
  - 桜町バスターミナル行き/県会議事堂行き
- 熊本バス
  - 桜町バスターミナル行き
  - 江津団地行き/イオン熊本行き/城南行き/甲佐行き/砥用・学校前行き
- 熊本都市バス
  - 熊本駅行き/桜町バスターミナル行き/荒尾橋行き/上熊本駅行き
  - 三山荘行き/小峯行き
  - 日赤病院・長嶺団地行き/託麻南行き
  - 八王寺環状/動植物園西口行き/県会議事堂行き

## 隣の駅
九州旅客鉄道（JR九州）
■豊肥本線
- 特急「九州横断特急」「あそぼーい!」停車駅

■普通
水前寺駅 - 新水前寺駅 - 南熊本駅
熊本市交通局
■A系統・■B系統（水前寺線）
味噌天神前停留場 (15) - 新水前寺駅前停留場 (16) - 国府停留場 (17)

### 本文
1. 1 2 3 4 5 6 7 8 9 10 11 12  『週刊 JR全駅・全車両基地』 38号 大分駅・由布院駅・田主丸駅ほか、朝日新聞出版〈週刊朝日百科〉、2013年5月12日、23頁。
2. 1 2  「6日から仮設ホーム 熊本市のJR新水前寺駅 豊肥線と熊本市電の交通結節点改良工事で」『熊本日日新聞』熊本日日新聞社、2008年7月5日、朝刊。
3. 1 2  「新ホームの供用開始 JR新水前寺駅 鉄橋役目終え、高架橋へ 新幹線開業時には市電乗り継ぎ便利に」『熊本日日新聞』熊本日日新聞社、2010年6月19日、朝刊、社会面。
4. 1 2  「新水前寺駅新駅舎と市電電停 1日から運用開始」『熊本日日新聞』熊本日日新聞社、2011年3月31日、朝刊。
5. 1 2  「乗り換えの安全性向上 JR新水前寺駅と市電電停をつなぐ連絡橋が完成 20日から利用可能」『熊本日日新聞』熊本日日新聞社、2011年7月16日、朝刊。
6. ↑  「『市役所前』→『熊本城・市役所前』へ 電停・運行系統の名称など変更 熊本市交通局」『熊本日日新聞』熊本日日新聞社、2011年3月2日、朝刊。
7. ↑  『交通新聞』交通新聞社、2012年12月4日、1面。
8. ↑  “北九州事業所”.   JR九州サービスサポート. 2021年12月25日時点のオリジナルよりアーカイブ。2021年12月25日閲覧。
9. ↑  “鉄道駅業務”.   JR九州サービスサポート. 2023年10月2日閲覧。
10. 1 2  “新水前寺駅”.   九州旅客鉄道. 2021年12月10日閲覧。
11. ↑  “朝のラッシュ時、折り返し運行開始　熊本市電、市中心部で混雑緩和、待ち時間短縮図る”.   熊本日日新聞 (2022年4月11日). 2024年7月3日閲覧。
12. ↑  “水前寺駅通り(すいぜんじえきどおり) 系統一覧/バス停時刻表検索”.   産交バス. 2023年5月28日閲覧。
13. ↑  “熊本電鉄バス　水前寺駅通りバス停時刻”.   熊本電気鉄道. 2023年5月28日閲覧。
14. ↑  “【 水前寺駅通り 】時刻表”.   熊本バス. 2023年5月28日閲覧。
15. ↑  “水前寺駅通り（すいぜんじえきどおり）熊本都市バス停留所･時刻表検索”.   熊本都市バス. 2023年5月28日閲覧。

### 利用状況
1. 1 2 3  「(ｵ) １日平均乗車人員」『九州運輸要覧』（PDF）（レポート）九州運輸局、58頁。2021年9月16日閲覧。
2. 1 2  “JR以外駅別乗降客数(H23～27)”.  国土交通省. 2018年3月22日時点のオリジナルよりアーカイブ。2018年3月22日閲覧。
3. 1 2  “駅別乗車人員上位300駅（2023年度）” (PDF).   九州旅客鉄道. 2024年8月31日時点のオリジナルよりアーカイブ。2024年10月5日閲覧。
4. ↑  「118.   Ｊ Ｒ 市 内 駅 乗 車 人 員」『熊本市統計書 平成１６年度版』熊本市総務局情報企画部統計課、2005年、126頁。
5. ↑  「118.   Ｊ Ｒ 市 内 駅 乗 車 人 員」『熊本市統計書 平成１７年度版』熊本市企画財政局企画広報部統計課、2006年。
6. ↑  「１１６.   Ｊ Ｒ 市 内 駅 乗 車 人 員員」『熊本市統計書 平成１８年度版』熊本市企画財政局企画広報部統計課、2007年3月。
7. ↑  「１１６.   Ｊ Ｒ 市 内 駅 乗 車 人 員」『熊本市統計書 平成１９年度版』熊本市企画財政局企画広報部統計課、2008年3月。
8. ↑  「１１-１　ＪＲ市内駅乗車人員」『熊本市統計書 平成２０年度版』熊本市企画財政局企画情報部統計課、2009年3月。
9. ↑  「１１-１　ＪＲ市内駅乗車人員」『熊本市統計書 平成２１年度版』熊本市企画財政局企画情報部統計課、2010年3月。
10. ↑  「11-1　ＪＲ市内駅乗車人員」『熊本市統計書 平成２２年度版』熊本市企画財政局企画情報部統計課、2011年3月。
11. ↑  「11-1　ＪＲ市内駅乗車人員」『熊本市統計書 平成２３年度版』熊本市企画財政局企画情報部統計課、2012年3月。
12. ↑  「11-1　ＪＲ市内駅乗車人員」『熊本市統計書 平成２４年度版』熊本市企画振興局統計課、2013年3月。
13. ↑  「11－１　ＪＲ市内駅乗車人員」『熊本市統計書 平成２５年度版』熊本市企画振興局統計課、2014年3月。
14. ↑  「11－１　ＪＲ市内駅乗車人員」『熊本市統計書 平成２６年度版』熊本市企画振興局統計課、2015年3月。
15. ↑  「11－１　ＪＲ市内駅乗車人員」『熊本市統計書 平成２７年度版』熊本市市民局統計課、2016年3月。
16. ↑  「11－１ ＪＲ市内駅乗車人員」『熊本市統計書 平成28年度版』（PDF）熊本市総務局総務課、2017年3月、91頁。
17. ↑  “駅別乗車人員上位300駅（2017年度）” (PDF).   九州旅客鉄道. 2019年7月6日時点のオリジナルよりアーカイブ。2024年10月5日閲覧。
18. ↑  “駅別乗車人員上位300駅（2018年度）” (PDF).   九州旅客鉄道. 2023年1月20日時点のオリジナルよりアーカイブ。2023年5月28日閲覧。
19. ↑  “駅別乗車人員上位300駅（2019年度）” (PDF).   九州旅客鉄道. 2023年4月18日時点のオリジナルよりアーカイブ。2023年5月28日閲覧。
20. ↑  “駅別乗車人員上位300駅（2020年度）” (PDF).   九州旅客鉄道. 2023年4月18日時点のオリジナルよりアーカイブ。2021年9月16日閲覧。
21. ↑  “駅別乗車人員上位300駅（2021年度）” (PDF).   九州旅客鉄道. 2023年5月16日時点のオリジナルよりアーカイブ。2023年5月28日閲覧。
22. ↑  “駅別乗車人員上位300駅（2022年度）” (PDF).   九州旅客鉄道. 2024年5月27日時点のオリジナルよりアーカイブ。2024年9月2日閲覧。
23. ↑  「⑤１日平均乗車人員」『九州運輸要覧』（PDF）（レポート）九州運輸局、2013年3月、84頁。2018年3月26日閲覧。
24. ↑  「⑤１日平均乗車人員」『九州運輸要覧』（PDF）（レポート）九州運輸局、2014年3月、84頁。2018年3月26日閲覧。
25. ↑  「⑤１日平均乗車人員」『九州運輸要覧』（PDF）（レポート）九州運輸局、2015年3月、86頁。2018年3月26日閲覧。
26. ↑  「⑤１日平均乗車人員」『九州運輸要覧』（PDF）（レポート）九州運輸局、2016年3月、86頁。2018年3月26日閲覧。
27. ↑  「⑤１日平均乗車人員」『九州運輸要覧』（PDF）（レポート）九州運輸局、2017年3月、87頁。2018年3月26日閲覧。
28. ↑  「⑤１日平均乗車人員」『九州運輸要覧』（PDF）（レポート）九州運輸局、2018年3月、87頁。2021年9月16日閲覧。
29. ↑  「⑤１日平均乗車人員」『九州運輸要覧』（PDF）（レポート）九州運輸局、54頁。2021年9月16日閲覧。
30. ↑  「(ｵ) 一日平均乗車人員」『九州運輸要覧』（PDF）（レポート）九州運輸局。2021年9月16日閲覧。
31. ↑  「(ｵ) 一日平均乗車人員」『九州運輸要覧』（PDF）（レポート）九州運輸局。2021年9月16日閲覧。
32. ↑  「(ｵ) １日平均乗車人員」『九州運輸要覧』（PDF）（レポート）九州運輸局、57頁。2021年9月16日閲覧。